# يوسف بن مرداو
يوسف بن مرداو ، (1778 -1819) ويعرف باسم الشيخ يوسف الكعبي ، مشيد مشيخة المحمرة الحديثة، وثاني حكام مشيخة المحمرة في الأحواز بإيران ، وهو الشقيق الأكبر للشيخ جابر بن مرداو الكعبي.

## عن حياته
تسلم الشيخ يوسف بن مرداو الكعبي مشيخة المحمرة بعد وفاة والده الشيخ مرداو بن علي الكعبي أول حكام مشيخة المحمرة في الأحواز بإيران ، وبعد وفاة والده قام بتاسيس نظام سياسي خاص بمشيخة المحمرة وذلك عام 1812 م، لتصبح أول إمارة عربية في منطقة الخليج العربي تنال استقلالها عن الدولتين العثمانية والفارسية، لتبرز فيما بعد أهميتها الدولية بسبب موقعها الهام الذي جعلها عرضة للأطماع البريطانية وموضع نزاع عثماني فارسي طويل حول ادعاء كل منهما بتبعيتها له.

## وفاته
توفي الشيخ يوسف بن مرداو الكعبي سنة 1819 م، فانتقلت الإمارة إلى شقيقه الشيخ جابر بن مرداو الكعبي .